# Нагорний (Псковська область)
Нагорний (рос. Нагорный) — селище в Великолуцькому районі Псковської області Російської Федерації.
Населення становить 456 осіб. Входить до складу муніципального утворення Переслегинська волость.

## Історія
Від 2014 року входить до складу муніципального утворення Переслегинська волость.

## Населення
| 2001 | 2002 | 2010 |
| ---- | ---- | ---- |
| 524  | ↘487 | ↘456 |